# Aaron Stainthorpe
Aaron Stainthorpe (London, Engleska, 12. studenoga 1968.) engleski je pjevač koji je glavni pjevač i tekstopisac doom metal sastava My Dying Bride.
U prosincu 2005. objavljeno je da će Stainthorpe posuditi svoj glas i neke tekstove za pjesmu s novim sastavom Sarahe Jezebel Deve Angtoria. "Original Sin" iz prvog albuma sastava God Has a Plan for Us All, objavljen je u travnju 2006.
Stainthorpe je još gostovao na albumu Dominiona Interface i Disincarnatea Dreams of the Carrion Kind. Također se pojavio kao narator na Dreambreedovom EP-u Sometime 1995. Godine 2021. bio je gostujući vokal na debitanskom albumu rumunjskog doom metal sastava Olympus Mons.
Također se pojavljuje na albumu Marianas Resta "Auer" kao gostujući pjevač u zadnjoj pjesmi "Sirens".